# Motor Lublin (piłka nożna) w sezonie 2022/2023
Sezon 2022/2023 był dla Motoru Lublin 29. sezonem na trzecim szczeblu ligowym. W trzydziestu czterech rozegranych meczach Motor zdobył 55 punktów i zajął szóste, barażowe miejsce w tabeli. Po wygranych barażach lubelski zespół po trzynastu latach uzyskał awans na zaplecze ekstraklasy.

## Przebieg sezonu

### Letni okres przygotowawczy
Po zakończeniu poprzedniego sezonu z Motoru odeszli Tomasz Swędrowski (do Ruchu Chorzów) i Wojciech Błyszko (do Chojniczanki Chojnice). Do treningów zespół powrócił 13 czerwca. Pięć dni wcześniej zarząd klubu poinformował, iż nie przedłuży wygasającej 30 czerwca umowy z trenerem Markiem Saganowskim. 15 czerwca jego następcą został Stanisław Szpyrka. Wygasających kontraktów nie przedłużono z Adamem Ryczkowskim, Adrianem Dudzińskim, Michałem Fidziukiewiczem, Sewerynem Kiełpinem, Tomaszem Kołbonem, Jakubem Koseckim, Cezarym Polakiem i Dominikiem Kuncą. Ponadto odeszli Paweł Moskwik, Maciej Firlej i Sebastian Madejski. W przerwie letniej do drużyny dołączyli Michał Żebrakowski (poprz. Wigry Suwałki), Jakub Staszak (poprz. KKS 1925 Kalisz), Mariusz Rybicki (poprz. Wigry Suwałki), Sebastian Rudol (poprz. Sandecja Nowy Sącz), Przemysław Szarek (poprz. Korona Kielce), Marcel Gąsior (poprz. Korona Kielce), Szymon Chomicz (poprz. UKS SMS Łódź) i Ezana Kahsay (poprz. Chełmianka Chełm). Z Jagiellonii Białystok wypożyczono do końca sezonu Mateusza Wyjadłowskiego. W pierwszym sparingu Motor przegrał w Sanoku z Sandecją Nowy Sącz 2:4. Od 26 czerwca do 1 lipca zespół przebywał na zgrupowaniu w Warce.
| Data                           | Przeciwnik         | D/W | Miejsce    | Wynik M/P | Strzelcy                                   | Źródło        |  |
| ------------------------------ | ------------------ | --- | ---------- | --------- | ------------------------------------------ | ------------- |  |
|                                |                    |     |            |           |                                            |               |  |
| PRZEDSEZONOWE MECZE SPARINGOWE |                    |     |            |           |                                            |               |  |
|                                |                    |     |            |           |                                            |               |  |
| 22 czerwca 2022                | Sandecja Nowy Sącz | N   | Sanok      | 2:4       | Szarek 80', Ceglarz 87'                    | [ 20 ] [ 22 ] |  |
| 26 czerwca 2022                | Znicz Pruszków     | N   | Warka      | 0:0       |                                            | [ 23 ]        |  |
| 1 lipca 2022                   | Legia Warszawa     | W   | Książenice | 3:2       | Sędzikowski 19', Rybicki 56', Król 60' (k) | [ 24 ]        |  |
| 9 lipca 2022                   | Górnik Łęczna      | W   | Łęczna     | 1:1       | Król 4' (k)                                | [ 25 ]        |  |

### Runda jesienna

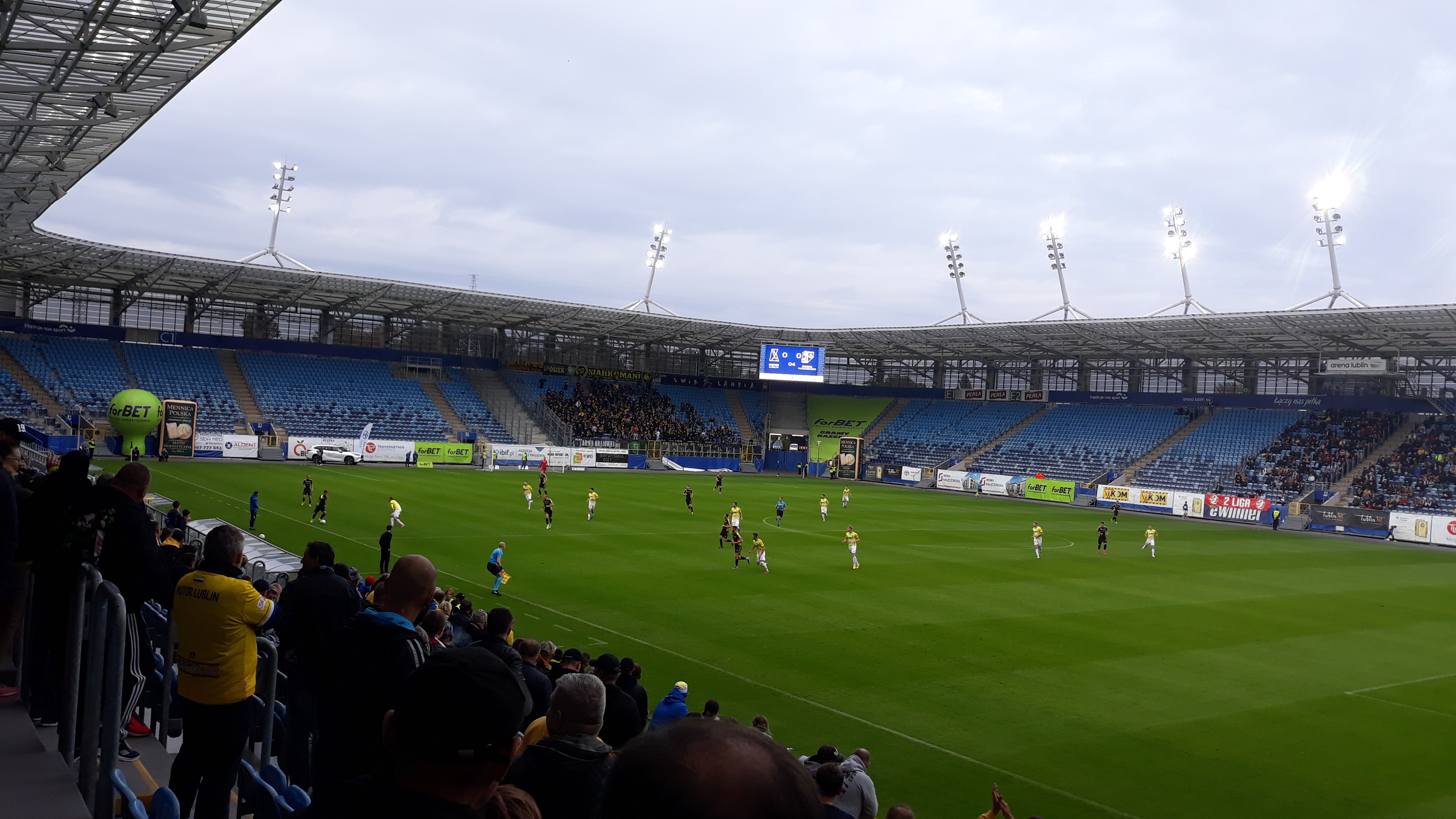
Motor – Siarka (1 października 2022)

Na inaugurację nowego sezonu Motor rozegrał wyjazdowy mecz z Garbarnią Kraków. W 74. minucie przy stanie 2:2 czerwoną kartkę otrzymał Jakub Staszak i mimo przewagi Garbarni w końcowym fragmencie spotkania, wynik nie uległ zmianie. W drugiej kolejce Motor, grający pierwszy w sezonie mecz na własnym stadionie, zremisował z Olimpią Elbląg 1:1, tracąc bramkę w ostatniej minucie. 26 lipca do drużyny dołączyli Paweł Budzyński (poprz. Ślęza Wrocław) i Bohdan Krywołapow (poprz. Alit Ożarów), którzy zadebiutowali tego samego dnia w wygranym 4:2 meczu rundy wstępnej Pucharu Polski przeciwko rezerwom Śląska Wrocław. 28 lipca wypożyczono z Pogoni Szczecin Jakuba Lisa. 4 sierpnia wypożyczono do Lublinianki Marcina Michotę i Sebastiana Raka. 
21 sierpnia Motor pokonał na Arenie Lublin spadkowicza z I ligi Stomil Olsztyn i było to pierwsze zwycięstwo w rozgrywkach ligowych. Dzięki tej wygranej lubelski zespół opuścił ostatnie miejsce w tabeli. 2 września zawodnikiem Motoru został Wojciech Reiman (poprz. Stomil Olsztyn). Po dziesięciu kolejkach zwolniony z funkcji trenera został Stanisław Szpyrka. Motor zajmował wówczas ostatnie miejsce w tabeli z dorobkiem siedmiu punktów. Jego miejsce zajął dotychczasowy drugi trener drużyny Wojciech Stefański, który poprowadził zespół w meczu jedenastej kolejki z Wisłą Puławy, przegranym przez Motor 2:6. Dzień później, 19 września, nowym trenerem został Portugalczyk Gonçalo Feio, który poprzednio był członkiem sztabu szkoleniowego Rakowa Częstochowa. 20 września do drużyny dołączył bramkarz Łukasz Budziłek, a 12 października pomocnik Kamil Wojtkowski. 30 listopada zespół opuścił Leszek Jagodziński, z którym rozwiązano kontrakt za porozumieniem stron. 

### Zimowy okres przygotowawczy
Do treningów Motor powrócił 7 stycznia. Dzień później do drużyny dołączył Michał Litwa (poprz. Raków Częstochowa). Ponadto kontrakt z Motorem podpisali Filip Luberecki (poprz. Escola Varsovia), Patryk Romanowski (poprz. Legia II Warszawa), a także Dawid Kasprzyk (poprz. Sokół Ostróda). 17 stycznia wypożyczony z Podbeskidzia Bielsko-Biała został Kacper Wełniak. Z klubu odszedł między innymi Ezana Kahsay.
| Data                                | Przeciwnik                   | D/W | Miejsce                    | Wynik M/P | Strzelcy                                                       | Źródło |  |
| ----------------------------------- | ---------------------------- | --- | -------------------------- | --------- | -------------------------------------------------------------- | ------ |  |
|                                     |                              |     |                            |           |                                                                |        |  |
| MECZE SPARINGOWE W PRZERWIE ZIMOWEJ |                              |     |                            |           |                                                                |        |  |
|                                     |                              |     |                            |           |                                                                |        |  |
| 10 grudnia 2022                     | Legia Warszawa               | W   | Książenice                 | 0:4       |                                                                | [ 50 ] |  |
| 14 stycznia 2023                    | Resovia                      | D   | Lubelska Akademia Futbolu  | 5:1       | Ceglarz 3', Kusiński 50', zaw. testowany 75', 86', R. Król 79' | [ 51 ] |  |
| 21 stycznia 2023                    | KSZO Ostrowiec Świętokrzyski | D   | Lubelska Akademia Futbolu  | 5:1       | Reiman 3' (k), Kosior 31', 39', 52', Rybicki 37'               | [ 52 ] |  |
| 21 stycznia 2023                    | Jagiellonia Białystok        | D   | Lubelska Akademia Futbolu  | 1:1       | Wełniak 78'                                                    | [ 53 ] |  |
| 27 stycznia 2023                    | Chełmianka Chełm             | D   | boczne boisko Areny Lublin | 3:0       | Kosior 23', R. Król 26' (k), 89' (k)                           | [ 54 ] |  |
| 27 stycznia 2023                    | KS Wiązownica                | D   | boczne boisko Areny Lublin | 3:0       | Wełniak 23', 77', Wojtkowski 41'                               | [ 55 ] |  |
| 3 lutego 2023                       | Górnik Łęczna                | D   | Arena Lublin               | 0:3       |                                                                | [ 56 ] |  |
| 4 lutego 2023                       | Stal Rzeszów                 | D   | Lubelska Akademia Futbolu  | 1:1       | R. Król 43' (k)                                                | [ 57 ] |  |
| 10 lutego 2023                      | Siarka Tarnobrzeg            | D   | Lubelska Akademia Futbolu  | 0:1       |                                                                | [ 58 ] |  |
| 10 lutego 2023                      | Siarka Tarnobrzeg            | D   | Lubelska Akademia Futbolu  | 2:2       | M. Król 9', Rybicki 24'                                        | [ 58 ] |  |
| 17 lutego 2023                      | Polonia Warszawa             | D   | Lubelska Akademia Futbolu  | 2:0       | Kosior 75', Rudol 86'                                          | [ 59 ] |  |
| 17 lutego 2023                      | Polonia Warszawa             | D   | Lubelska Akademia Futbolu  | 1:3       | Romanowski 86'                                                 | [ 59 ] |  |

### Runda wiosenna

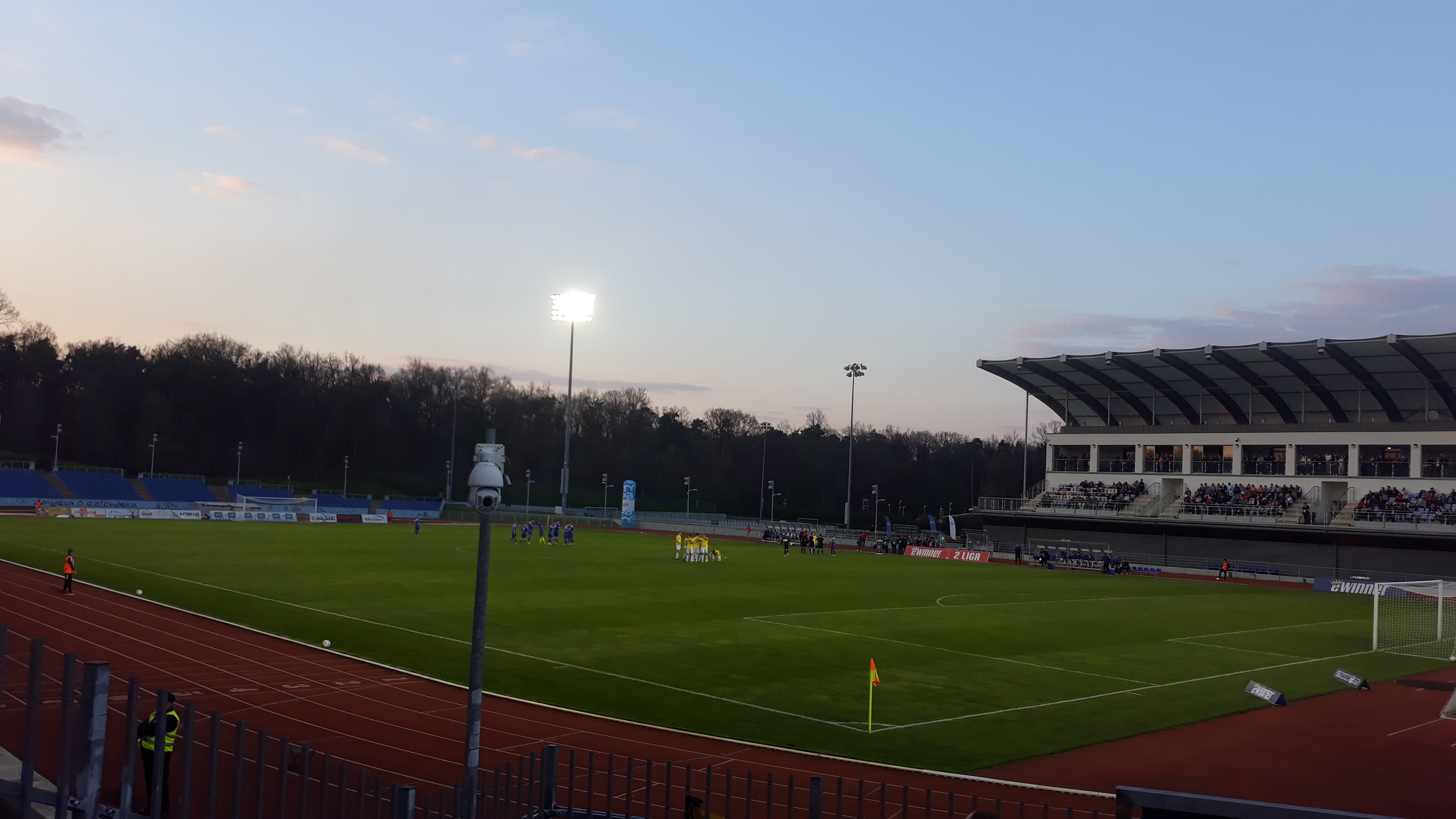
Przed rozpoczęciem meczu Wisła Puławy – Motor (22 kwietnia 2023)

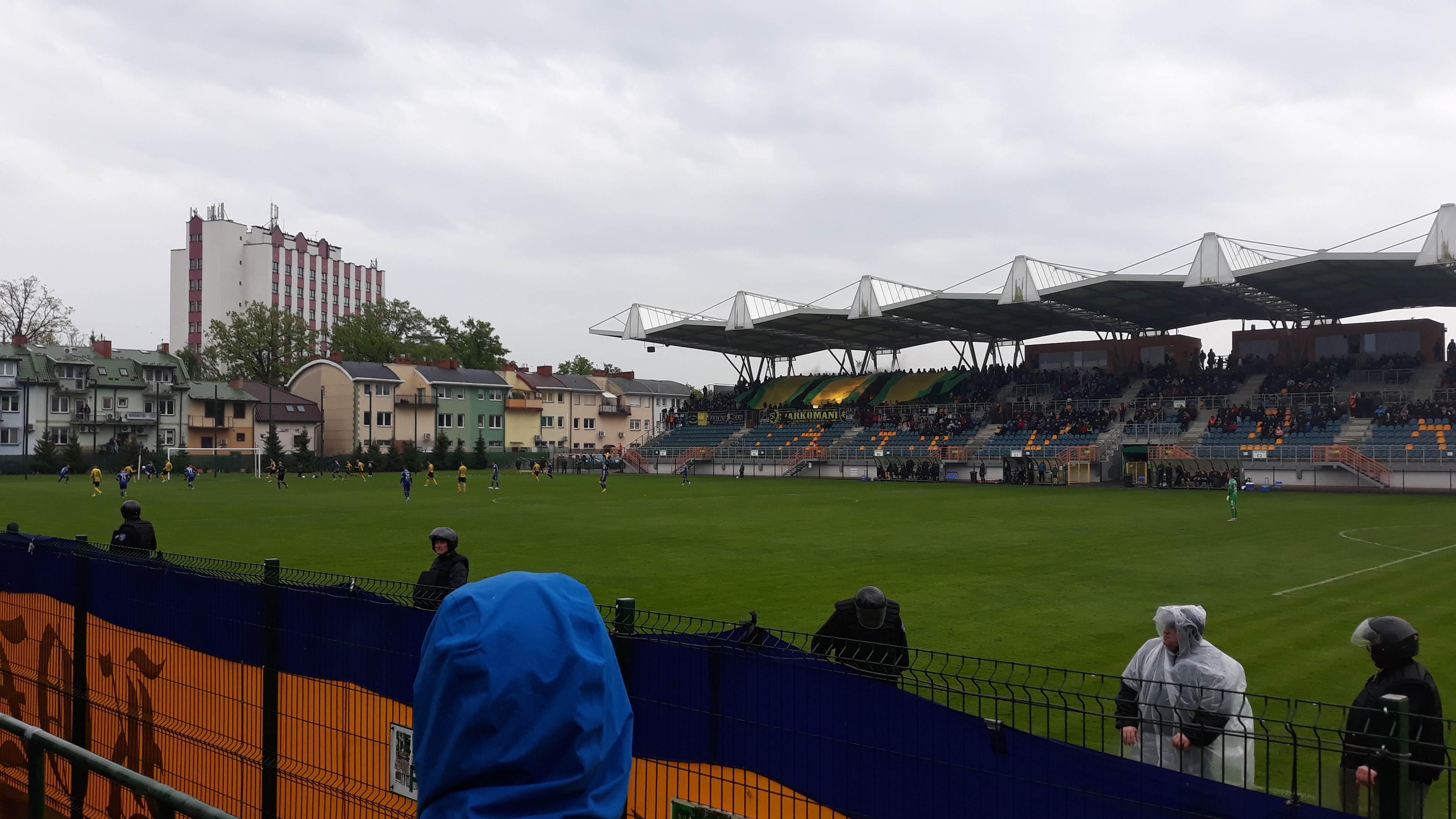
Siarka – Motor (6 maja 2023)

Po zakończeniu przerwy zimowej pierwszym przeciwnikiem Motoru w meczu ligowym był zespół Górnika Polkowice. Wynik meczu otworzyli goście w 12. minucie, jednak niebawem Motor wyrównał, a strzelcem bramki był debiutujący w lubelskim zespole Kacper Wełniak. Wynik remisowy utrzymywał się do 80. minuty, gdy Jakub Lis strzałem zza pola karnego pokonał bramkarza Górnika. Dwie minuty później wynik uderzeniem głową ustalił Bartosz Zbiciak. W następnej kolejce Motor podejmował GKS Jastrzębie, którego pokonał 2:1. Pierwszą bramkę zdobył Mariusz Rybicki, goście wyrównali w 31. minucie, a zwycięską bramkę dla Motoru tuż po przerwie zdobył Sebastian Rudol. Na pierwsze spotkanie wyjazdowe w 2023 roku lubelski zespół udał się do Kalisza, gdzie mierzył się z wiceliderem rozgrywek KKS-em. Pomimo przewagi jaką osiągnęli piłkarze KKS-u w początkowym fragmencie meczu, do przerwy prowadził zespół Motoru, po bramce Kacpra Wełniaka w 38. minucie.  W drugiej połowie kaliszanie wypracowali sobie kilka dogodnych sytuacji na wyrównanie, jednak wynik nie uległ zmianie. Była to pierwsza porażka KKS-u w sezonie 2022/2023 na własnym stadionie.
18 marca Motor rozegrał na Arenie Lublin mecz z Pogonią Siedlce, prowadzoną przez Marka Saganowskiego, który w ubiegłym sezonie prowadził lubelską drużynę. Motor wygrał spotkanie 4:1, a wszystkie bramki padły po przerwie. Przy stanie 2:0 dla gospodarzy kontaktową bramkę dla Pogoni w 66. minucie strzałem z ponad 30 metrów zdobył Brazylijczyk Marcinho. Wkrótce napastnik gości Damian Nowak nie wykorzystał dogodnej sytuacji na wyrównanie, pudłując z bliskiej odległości. W 83. minucie wynik na 3:1 podwyższył z rzutu karnego Rafał Król, a w doliczonym czasie gry wynik ustalił Michał Król. Po dwudziestu trzech kolejkach Motor z dorobkiem 34 punktów zajmował ósmą pozycję ze stratą czterech punktów do strefy barażowej. W Olsztynie Motor przegrał po raz pierwszy od października 2022, a strata do szóstej pozycji powiększyła się do sześciu punktów. W Wielką Sobotę, 9 kwietnia, lubelski zespół wyjechał do Pruszkowa na mecz z trzecią drużyną w tabeli – Zniczem. Motor przed tym spotkaniem był siódmy z dorobkiem 37 punktów, tracąc do strefy barażowej cztery punkty. W 38. minucie na prowadzenie wyszedł Motor, dzięki trafieniu Michała Króla. Tuż przed przerwą ręką w polu karnym zagrał Marcel Gąsior, który za to zagranie otrzymał drugą żółtą i w konsekwencji czerwoną kartkę. Jedenastki dla Znicza nie wykorzystał najlepszy strzelec rozgrywek drugoligowych, zawodnik Motoru w sezonie 2021/2022, Maciej Firlej. W 68. minucie Znicz zdobył wyrównującą bramkę. Pomimo przewagi gospodarzy, grający w osłabieniu Motor zdobył zwycięską bramkę po indywidualnej akcji Filipa Wójcika w 83. minucie. 
W 27. kolejce Motor pokonał rezerwy Lecha Poznań 5:1 i przesunął się do strefy barażowej, jednak wypadł z niej tydzień później po wyjazdowej porażce w Puławach. W następnych czterech meczach Motor odniósł dwa zwycięstwa i zanotował dwa remisy (w tym wyjazdowe w Kołobrzegu), a po wygranej w przedostatniej kolejce na Arenie Lublin z Zagłębiem II Lubin czołówka tabeli prezentowała się następująco:
| Poz | Klub              | M  | Pkt | Bz | Bs |
| --- | ----------------- | -- | --- | -- | -- |
| 1.  | Polonia Warszawa  | 33 | 64  | 56 | 35 |
| 2.  | Kotwica Kołobrzeg | 33 | 58  | 44 | 32 |
| 3.  | Stomil Olsztyn    | 33 | 56  | 51 | 32 |
| 4.  | Znicz Pruszków    | 33 | 56  | 48 | 37 |
| 5.  | KKS 1925 Kalisz   | 33 | 54  | 60 | 41 |
| 6.  | Motor Lublin      | 33 | 54  | 51 | 36 |
| 7.  | Wisła Puławy      | 33 | 53  | 53 | 37 |

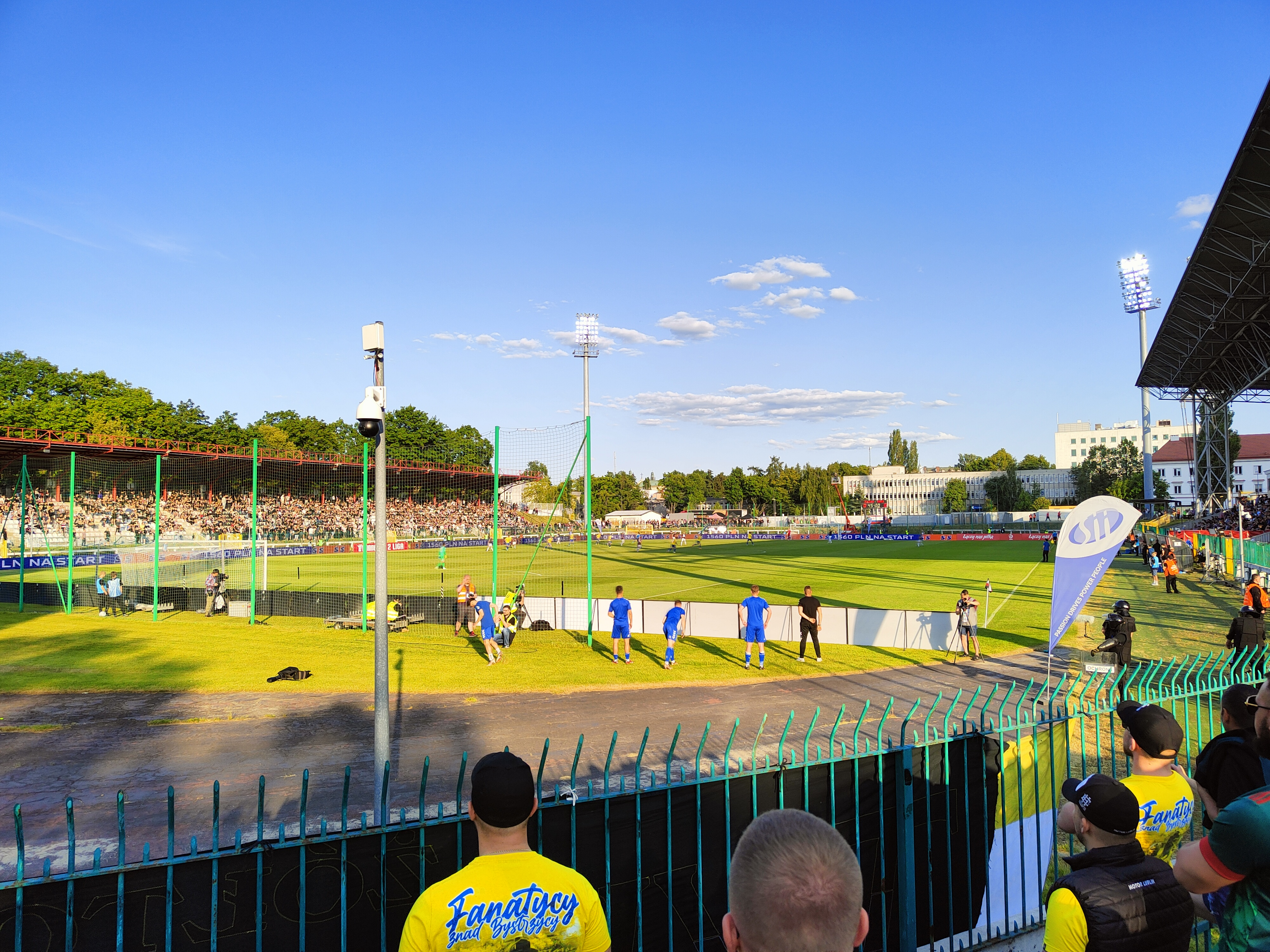
Polonia – Motor (4 czerwca 2023)

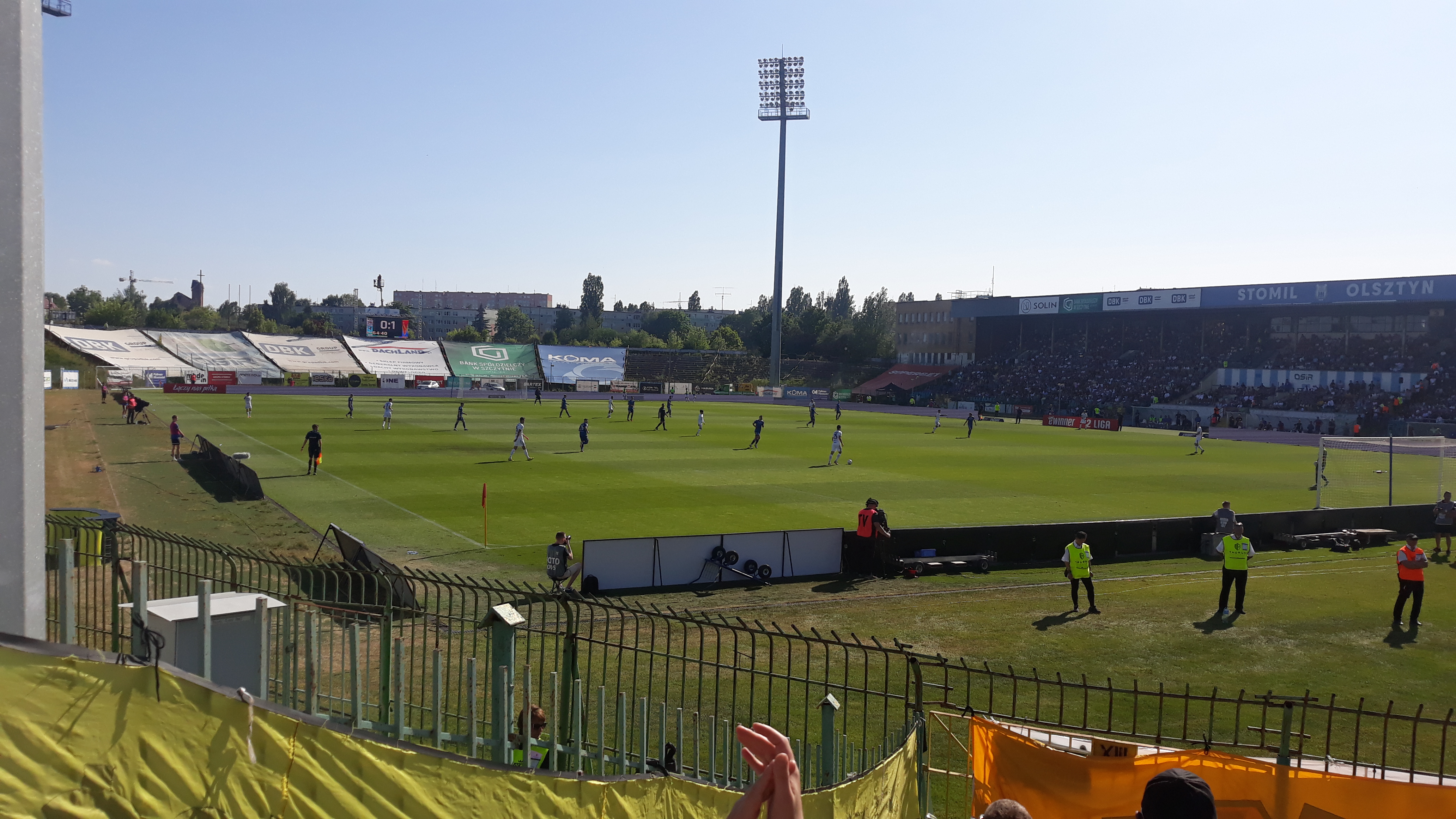
Finał baraży Stomil – Motor (11 czerwca 2023)

W ostatniej kolejce Motor rozegrał wyjazdowy mecz przy Konwiktorskiej z Polonią Warszawa, który dzięki wygranej mógł zapewnić sobie miejsce w strefie barażowej. Na prowadzenie wyszli jednak „Poloniści” w 75. minucie po bramce Pawła Tomczyka. Wyrównał w ostatniej minucie kapitan lubelskiego zespołu Rafał Król. Ostatecznie przy zwycięstwie rezerw Zagłębia nad KKS-em Kalisz, Motor zajął szóste, gwarantujące udział w barażach miejsce w tabeli.
W półfinale baraży Motor mierzył się z trzecią drużyną sezonu zasadniczego Kotwicą Kołobrzeg. Do 83. minuty na tablicy widniał rezultat bezbramkowy. Wtedy prowadzący to spotkanie sędzia Bartosz Frankowski podyktował rzut karny dla Kotwicy, po zagraniu ręką Filipa Wójcika. Jedenastkę wykorzystał Paweł Łysiak. W czwartej minucie doliczonego czasu gry wyrównującą, doprowadzającą do dogrywki bramkę dla Motoru zdobył Piotr Ceglarz z dośrodkowania Wójcika. Pomimo kilku groźnych sytuacji ze strony Kotwicy w dodatkowych trzydziestu minutach gry, decydującego o awansie Motoru do finału baraży gola zdobył w 116. minucie Dawid Kasprzyk.
11 czerwca Motor rozegrał ostatni, decydujący o awansie do I ligi mecz w sezonie 2022/2023. Na wyjazdowy pojedynek lubelski zespół udał się do Olsztyna, by zmierzyć się z tamtejszym Stomilem, który pokonał w półfinale baraży Wisłę Puławy 3:1. W drużynie Motoru nie mogli wystąpić pauzujący za kartki strzelec wyrównującej bramki w Kołobrzegu Piotr Ceglarz, a także Kacper Wełniak. W 37. minucie lublinianie wyszli na prowadzenie po bramce Filipa Wójcika, a bramkę dla Stomilu zdobył 67. minucie Karol Żwir. W regulaminowym czasie gry był remis, więc do wyłonienia zwycięzcy potrzebna była dogrywka. W 101. minucie drugą, a w konsekwencji czerwoną kartkę otrzymał Sebastian Rudol i Motor zmuszony był grać w osłabieniu. Jeszcze w pierwszej połowie dogrywki Stomil mógł strzelić drugą bramkę, jednak Piotr Kurbiel uderzył w poprzeczkę. W drugiej połowie gole nie padły i o rozstrzygnięciu zadecydowała seria rzutów karnych, z której zwycięsko wyszli piłkarze Motoru. Cztery jedenastki dla Motoru wykorzystali Rafał Król, Kamil Rozmus, Filip Wójcik i Michał Żebrakowski. Dzięki wygranej w Olsztynie Motor po trzynastu latach uzyskał awans na zaplecze ekstraklasy.

## Mecze ligowe w sezonie 2022/2023
| Data                                     | Przeciwnik        | D/W | Miejsce           | Wynik M/P  | Strzelcy                                                | Widzów | Źródło  | TV |
| ---------------------------------------- | ----------------- | --- | ----------------- | ---------- | ------------------------------------------------------- | ------ | ------- | -- |
|                                          |                   |     |                   |            |                                                         |        |         |    |
| RUNDA JESIENNA                           |                   |     |                   |            |                                                         |        |         |    |
|                                          |                   |     |                   |            |                                                         |        |         |    |
| 17 lipca 2022                            | Garbarnia Kraków  | W   | Stadion Garbarni  | 2:2        | Nakrošius 9' (sam), Ceglarz 32'                         | 450    | [ 75 ]  |    |
| 23 lipca 2022                            | Olimpia Elbląg    | D   | Arena Lublin      | 1:1        | Żebrakowski 55'                                         | 2752   | [ 76 ]  |    |
| 30 lipca 2022                            | Górnik Polkowice  | W   | Stadion Górnika   | 0:2        |                                                         | 421    | [ 77 ]  |    |
| 6 sierpnia 2022                          | GKS Jastrzębie    | W   | Stadion GKS-u     | 1:2        | Szarek 8'                                               | 1405   | [ 78 ]  |    |
| 10 sierpnia 2022                         | KKS 1925 Kalisz   | D   | Arena Lublin      | 0:3        |                                                         | 2756   | [ 79 ]  |    |
| 14 sierpnia 2022                         | Pogoń Siedlce     | W   | Stadion Pogoni    | 1:2        | Żebrakowski 39'                                         | 994    | [ 80 ]  |    |
| 20 sierpnia 2022                         | Stomil Olsztyn    | D   | Arena Lublin      | 1:0        | Jagodziński 50'                                         | 3196   | [ 81 ]  |    |
| 27 sierpnia 2022                         | Śląsk II Wrocław  | W   | Stadion Oporowska | 1:1        | Kahsay 69'                                              | 578    | [ 82 ]  |    |
| 4 września 2022                          | Znicz Pruszków    | D   | Arena Lublin      | 0:0        |                                                         | 2298   | [ 83 ]  |    |
| 10 września 2022                         | Lech II Poznań    | W   | Wronki            | 0:2        | –                                                       |        | [ 84 ]  |    |
| 18 września 2022                         | Wisła Puławy      | D   | Arena Lublin      | 2:6        | Kosior 10', 53'                                         | 1473   | [ 85 ]  |    |
| 24 września 2022                         | Hutnik Kraków     | W   | Stadion Hutnika   | 3:1        | Kosior 14', R. Król 27' (k), Jagodziński 80'            | 833    | [ 86 ]  |    |
| 1 października 2022                      | Siarka Tarnobrzeg | D   | Arena Lublin      | 0:0        |                                                         | 2874   | [ 87 ]  |    |
| 9 października 2022                      | Radunia Stężyca   | W   | Stadion Raduni    | 1:1        | Ceglarz 50'                                             | 367    | [ 88 ]  |    |
| 15 października 2022                     | Kotwica Kołobrzeg | D   | Arena Lublin      | 3:1        | Szarek 2', R. Król 73', Kahsay 82'                      | 2841   | [ 89 ]  |    |
| 22 października 2022                     | Zagłębie II Lubin | W   | Stadion Zagłębia  | 2:0        | R. Król 35' (k), 90' (k)                                | 368    | [ 90 ]  |    |
| 29 października 2022                     | Polonia Warszawa  | D   | Arena Lublin      | 0:1        |                                                         | 3462   | [ 91 ]  |    |
|                                          |                   |     |                   |            |                                                         |        |         |    |
| MECZE RUNDY REWANŻOWEJ ROZEGRANE AWANSEM |                   |     |                   |            |                                                         |        |         |    |
|                                          |                   |     |                   |            |                                                         |        |         |    |
| 5 listopada 2022                         | Garbarnia Kraków  | D   | Arena Lublin      | 3:0        | Żak 67' (sam), Staszak 83', Kosior 87'                  | 2075   | [ 92 ]  |    |
| 12 listopada 2022                        | Olimpia Elbląg    | W   | Stadion Olimpii   | 1:1        | R. Król 44'                                             | 1101   | [ 93 ]  |    |
|                                          |                   |     |                   |            |                                                         |        |         |    |
| RUNDA WIOSENNA                           |                   |     |                   |            |                                                         |        |         |    |
|                                          |                   |     |                   |            |                                                         |        |         |    |
| 24 lutego 2023                           | Górnik Polkowice  | D   | Arena Lublin      | 3:1        | Wełniak 16', Lis 79', Zbiciak 82'                       | 2629   | [ 60 ]  |    |
| 5 marca 2023                             | GKS Jastrzębie    | D   | Arena Lublin      | 2:1        | Rybicki 17', Rudol 47'                                  | 3517   | [ 61 ]  |    |
| 11 marca 2023                            | KKS 1925 Kalisz   | W   | Stadion KKS-u     | 1:0        | Wełniak 38'                                             | 1150   | [ 62 ]  |    |
| 18 marca 2023                            | Pogoń Siedlce     | D   | Arena Lublin      | 4:1        | Najemski 60', Wełniak 63', R. Król 84' (k), M. Król 90' | 3402   | [ 94 ]  |    |
| 26 marca 2023                            | Stomil Olsztyn    | W   | Stadion Stomilu   | 1:2        | R. Król 86' (k)                                         | 1746   | [ 95 ]  |    |
| 1 kwietnia 2023                          | Śląsk II Wrocław  | D   | Arena Lublin      | 3:0        | Wełniak 11', 39', R. Król 44' (k)                       | 3390   | [ 96 ]  |    |
| 8 kwietnia 2023                          | Znicz Pruszków    | W   | Stadion Znicza    | 2:1        | M. Król 38', Wójcik 83'                                 | 422    | [ 97 ]  |    |
| 16 kwietnia 2023                         | Lech II Poznań    | D   | Arena Lublin      | 5:1        | R. Król 30', 90', Wełniak 41', Staszak 43', Ceglarz 87' | 3847   | [ 98 ]  |    |
| 22 kwietnia 2023                         | Wisła Puławy      | W   | Stadion Wisły     | 0:1        |                                                         | 987    | [ 99 ]  |    |
| 30 kwietnia 2023                         | Hutnik Kraków     | D   | Arena Lublin      | 1:1        | Wełniak 29'                                             | 4494   | [ 100 ] |    |
| 6 maja 2023                              | Siarka Tarnobrzeg | W   | Stadion Siarki    | 2:0        | Rudol 5', Lis 60'                                       | 2338   | [ 101 ] |    |
| 13 maja 2023                             | Radunia Stężyca   | D   | Arena Lublin      | 3:1        | M. Król 10', Ceglarz 29', Wełniak 76'                   | 3736   | [ 102 ] |    |
| 19 maja 2023                             | Kotwica Kołobrzeg | W   | Stadion Kotwicy   | 0:0        |                                                         | 2490   | [ 103 ] |    |
| 27 maja 2023                             | Zagłębie II Lubin | D   | Arena Lublin      | 2:0        | Lis 16', Reiman 64'                                     | 4306   | [ 104 ] |    |
| 4 czerwca 2023                           | Polonia Warszawa  | W   | Stadion Polonii   | 1:1        | R. Król 90'                                             | 5053   | [ 105 ] |    |
|                                          |                   |     |                   |            |                                                         |        |         |    |
| MECZE BARAŻOWE O UDZIAŁ W I LIDZE        |                   |     |                   |            |                                                         |        |         |    |
|                                          |                   |     |                   |            |                                                         |        |         |    |
| 7 czerwca 2023                           | Kotwica Kołobrzeg | W   | Stadion Kotwicy   | 2:1        | Ceglarz 90+4', Kasprzyk 116'                            | 2520   | [ 106 ] |    |
| 11 czerwca 2023                          | Stomil Olsztyn    | W   | Stadion Stomilu   | 1:1 k. 4:1 | Wójcik 37'                                              | 4517   | [ 107 ] |    |

## Kadra
| Numer      | Zawodnik             | Data ur.   | Występy        | Bramki         |                |                | Występy        | Bramki         |                |                | Występy   | Bramki    | Poprzedni klub               |
| Numer      | Zawodnik             | Data ur.   | RUNDA JESIENNA | RUNDA JESIENNA | RUNDA JESIENNA | RUNDA JESIENNA | RUNDA WIOSENNA | RUNDA WIOSENNA | RUNDA WIOSENNA | RUNDA WIOSENNA | SEZON     | SEZON     | Poprzedni klub               |
| Bramkarze  | Bramkarze            | Bramkarze  | Bramkarze      | Bramkarze      | Bramkarze      | Bramkarze      | Bramkarze      | Bramkarze      | Bramkarze      | Bramkarze      | Bramkarze | Bramkarze | Bramkarze                    |
| ---------- | -------------------- | ---------- | -------------- | -------------- | -------------- | -------------- | -------------- | -------------- | -------------- | -------------- | --------- | --------- | ---------------------------- |
| 1          | Paweł Budzyński      | 13.01.2003 | 6              |                | 1              |                | —              | —              | —              | —              | 6         |           | Ślęza Wrocław                |
| 1          | Kacper Rosa          | 13.08.1994 | —              | —              | —              | —              |                |                |                |                | 0         |           | Stilon Gorzów Wielkopolski   |
| 45         | Oskar Jeż            | 7.01.2007  | —              | —              | —              | —              |                |                |                |                | 0         |           | KS Lublinianka               |
| 51         | Igor Bartnik         | 30.06.2005 | 1              |                |                |                |                |                |                |                | 1         |           | Motor II Lublin              |
| 53         | Łukasz Budziłek      | 19.03.1991 | 6              |                | 1              |                | 19             |                | 1              |                | 25        |           | Bruk-Bet Termalica Nieciecza |
| 59         | Michał Furman        | 16.01.2002 | 4              |                |                |                | —              | —              | —              | —              | 4         |           | Sygnał Lublin                |
| Obrońcy    |                      |            |                |                |                |                |                |                |                |                |           |           |                              |
| 3          | Kamil Rozmus         | 13.01.1994 | 8 (1)          |                | 2              |                | 0 (2)          |                |                |                | 8 (3)     |           | Górnik Łęczna                |
| 4          | Przemysław Szarek    | 22.04.1996 | 10             | 2              | 1              |                | 12 (1)         |                | 5              | 1              | 22 (1)    | 2         | Korona Kielce                |
| 8          | Patryk Romanowski    | 22.02.2004 | —              | —              | —              | —              |                |                |                |                | 0         |           | Legia II Warszawa            |
| 14         | Maksymilian Cichocki | 9.09.1999  | 9 (1)          |                | 2              |                | 0 (2)          |                |                |                | 9 (3)     |           | wychowanek                   |
| 15         | Jakub Staszak        | 14.09.2002 | 3 (9)          |                | 2              | 1              | 6 (8)          | 2              | 1              |                | 9 (17)    | 2         | KKS 1925 Kalisz              |
| 17         | Filip Wójcik         | 11.04.1997 | 17             |                | 3              |                | 18 (1)         | 2              | 1              |                | 35 (1)    | 2         | Stal Stalowa Wola            |
| 18         | Arkadiusz Najemski   | 12.01.1996 | 6 (2)          |                | 1              |                | 6 (3)          | 1              | 2              |                | 12 (5)    |           | GKS Bełchatów                |
| 21         | Sebastian Rudol      | 21.02.1995 | 16             |                | 6              | 1              | 15 (2)         | 2              | 6              | 1              | 31 (2)    | 2         | Sandecja Nowy Sącz           |
| 24         | Filip Luberecki      | 25.04.2005 | —              | —              | —              | —              | 15 (1)         |                | 3              |                | 15 (1)    |           | Escola Varsovia              |
| 25         | Bartosz Zbiciak      | 17.01.2001 | 4 (4)          |                | 1              |                | 8 (1)          | 1              | 2              |                | 12 (5)    | 1         | Chełmianka Chełm             |
| 26         | Michał Król          | 14.03.2000 | 2 (2)          |                |                |                | 12 (5)         | 3              | 2              |                | 14 (7)    | 3         | Górnik Łęczna                |
| 30         | Marcel Złomańczuk    | 9.02.2005  | —              | —              | —              | —              | 1 (1)          |                |                |                | 1 (1)     |           | wychowanek                   |
| 73         | Jakub Lis            | 14.01.2002 | 1 (4)          |                |                |                | 13 (2)         | 3              | 2              |                | 14 (6)    | 3         | Pogoń Szczecin               |
| Pomocnicy  |                      |            |                |                |                |                |                |                |                |                |           |           |                              |
| 6          | Piotr Kusiński       | 6.07.2001  | 8 (5)          |                | 4              |                | 1 (3)          |                |                |                | 9 (8)     |           | Świt Nowy Dwór Mazowiecki    |
| 7          | Mariusz Rybicki      | 13.03.1993 | 13 (3)         |                |                |                | 7 (7)          | 1              | 2              |                | 20 (10)   | 1         | Wigry Suwałki                |
| 8          | Arkadiusz Bednarczyk | 11.10.2002 | 0 (1)          |                |                |                | —              | —              | —              | —              | 0 (1)     |           | wychowanek                   |
| 10         | Rafał Król           | 16.01.1989 | 17             | 4              | 4              | 1              | 18             | 7              | 1              |                | 35        | 11        | Stal Kraśnik                 |
| 13         | Mikołaj Kosior       | 26.11.2003 | 8 (4)          | 3              |                |                | 2 (10)         | 1              | 2              |                | 10 (14)   | 4         | Motor II Lublin              |
| 20         | Damian Sędzikowski   | 1.01.2001  | 3 (4)          |                | 1              |                |                |                |                |                | 3 (4)     |           | Escola Varsovia              |
| 22         | Kamil Wojtkowski     | 26.02.1998 | 0 (2)          |                |                |                | 5 (8)          |                | 2              |                | 5 (10)    |           | Ethnikos Achna               |
| 24         | Leszek Jagodziński   | 6.03.2002  | 8 (5)          | 2              | 3              |                |                |                |                |                | 8 (5)     | 2         | Kotwica Kołobrzeg            |
| 27         | Mateusz Wyjadłowski  | 4.01.2000  | 0 (4)          |                | 1              |                | —              | —              | —              | —              | 0 (4)     |           | Jagiellonia Białystok        |
| 34         | Wojciech Reiman      | 5.08.1988  | 3 (5)          |                | 2              |                | 2 (12)         | 1              | 1              |                | 5 (17)    | 1         | Stomil Olsztyn               |
| 55         | Marcel Gąsior        | 20.11.1993 | 6 (5)          |                | 4              |                | 16 (1)         |                | 6              | 1              | 22 (6)    |           | Korona Kielce                |
| 71         | Borys Kisiel         | 21.09.2006 | —              | —              | —              | —              | 0 (1)          |                |                |                | 0 (1)     |           | wychowanek                   |
| 77         | Piotr Ceglarz        | 29.06.1992 | 12 (4)         | 2              | 3              |                | 15 (2)         | 3              | 1              |                | 27 (6)    | 5         | Stal Rzeszów                 |
| Napastnicy |                      |            |                |                |                |                |                |                |                |                |           |           |                              |
| 9          | Michał Żebrakowski   | 7.01.1997  | 5 (3)          | 2              | 2              |                | 0 (3)          |                |                |                | 5 (6)     | 2         | Wigry Suwałki                |
| 11         | Ezana Kahsay         | 16.11.1994 | 6 (10)         | 2              | 5              |                | 0 (2)          |                | 1              |                | 6 (12)    | 2         | Chełmianka Chełm             |
| 19         | Kacper Wełniak       | 21.05.2000 | —              | —              | —              | —              | 16             | 8              | 4              |                | 16        | 8         | Podbeskidzie Bielsko-Biała   |
| 23         | Jakub Szuta          | 2.01.2002  | 5 (3)          |                | 1              |                | 2 (1)          |                |                |                | 7 (4)     |           | Tomasovia Tomaszów Lubelski  |
| 27         | Dawid Kasprzyk       | 8.01.2000  | —              | —              | —              | —              | 1 (14)         | 1              | 2              |                | 1 (14)    | 1         | Sokół Ostróda                |
| 28         | Michał Litwa         | 19.04.2004 | —              | —              | —              | —              |                |                |                |                | 0         |           | Raków Częstochowa            |

## Puchar Polski na szczeblu centralnym

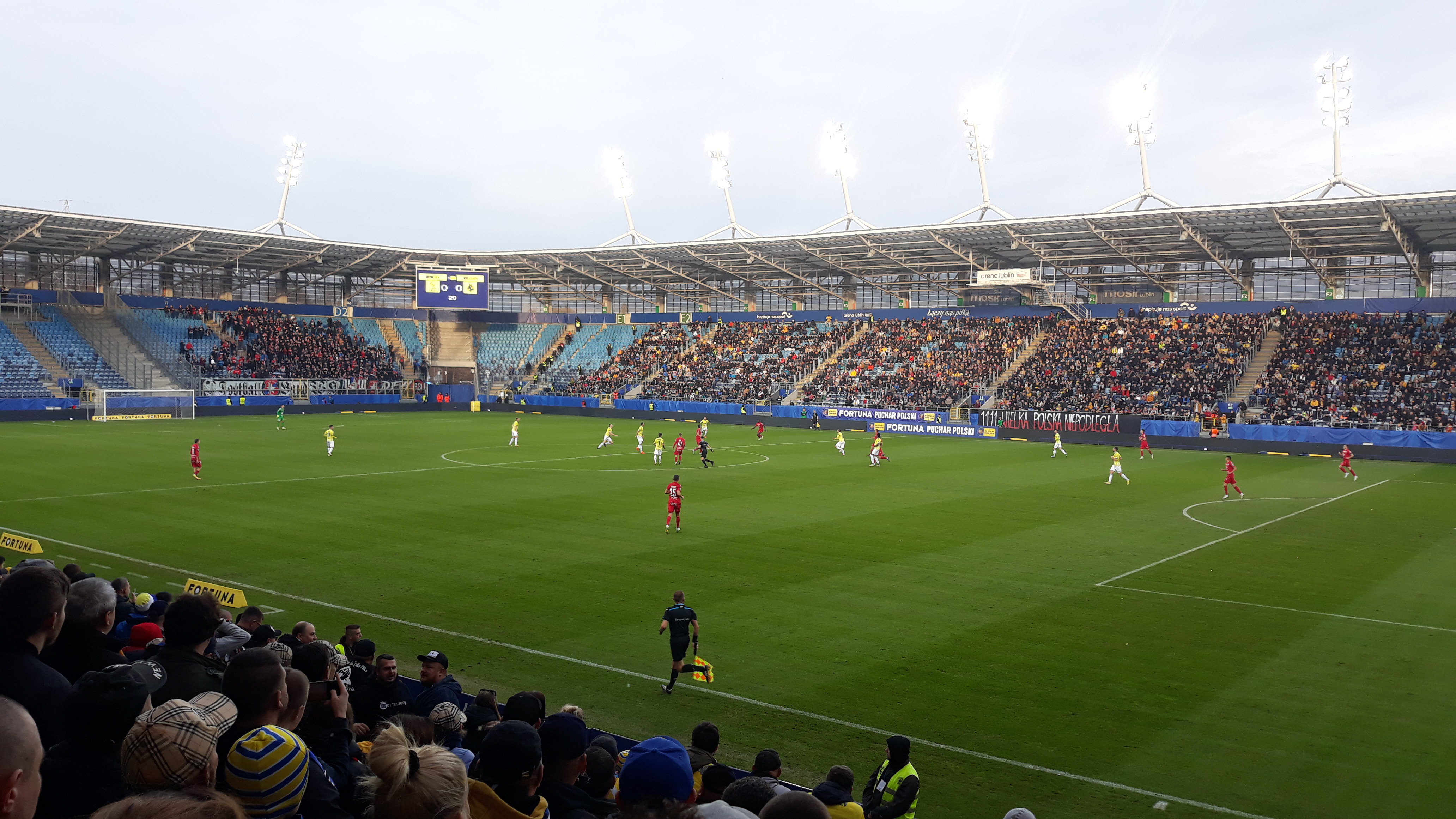
Motor Lublin – Wisła Kraków (9 listopada 2022)

Rozgrywki o Puchar Polski Motor rozpoczął od rundy wstępnej, w której mierzył się na Arenie Lublin z rezerwami Śląska. Mimo iż goście dwukrotnie wychodzili na prowadzenie (w 13. i 24. minucie), to Motor ostatecznie zwyciężył 4:2. W I rundzie lubelski zespół udał się do Środy Wielkopolskiej, gdzie grał z tamtejszą Polonią, przedstawicielem III ligi. Motor wygrał 2:0, a wynik ustalony został w pierwszej połowie. Na mecz 1/16 finału do Lublina przyjechał zespół ekstraklasy Zagłębie Lubin. 90 minut nie przyniosło rozstrzygnięcia i piłkarze obu drużyn przystąpili do dogrywki. Zwycięską bramkę dla Motoru zdobył Mikołaj Kosior w 97. minucie. W pierwszej połowie dogrywki dwie czerwone kartki otrzymali piłkarze Zagłębia i pomimo osłabienia w 112. minucie Guram Giorbelidze mógł doprowadzić do wyrównania, ale nie wykorzystał dogodnej sytuacji, będąc „sam na sam” z bramkarzem Łukaszem Budziłkiem.
9 listopada 2022, w ramach 1/8 finału Pucharu Polski, Motor rozegrał mecz z pierwszoligową Wisłą Kraków. Poprzednie spotkanie pomiędzy obydwoma zespołami miał miejsce 27 kwietnia 1996, gdy w Krakowie w rozgrywkach ówczesnej II ligi Wisła pokonała Motor 1:0. W pucharowym meczu w Lublinie zwyciężył Motor po bramce z rzutu karnego Rafała Króla w 86. minucie i po raz pierwszy od czterdziestu lat wywalczył awans do ćwierćfinału Pucharu Polski. Los przydzielił lubelskiej drużynie wicemistrza kraju Raków Częstochowa.
| Data                 | Runda   | Przeciwnik                 | D/W | Miejsce            | Wynik M/P    | Strzelcy                                         | Widzów | Źródło  | TV |
| -------------------- | ------- | -------------------------- | --- | ------------------ | ------------ | ------------------------------------------------ | ------ | ------- | -- |
| 26 lipca 2022        | wstępna | Śląsk II Wrocław           | D   | Arena Lublin       | 4:2          | Kahsay 15', Wójcik 41', Rudol 55', M. Król 90+2' | 1883   | [ 114 ] |    |
| 31 sierpnia 2022     | I       | Polonia Środa Wielkopolska | W   | Środa Wielkopolska | 2:0          | Gąsior 10', Zbiciak 23'                          | 618    | [ 115 ] |    |
| 19 października 2022 | 1/16    | Zagłębie Lubin             | D   | Arena Lublin       | 1:0 po dogr. | Kosior 97'                                       | 4116   | [ 116 ] |    |
| 9 listopada 2022     | 1/8     | Wisła Kraków               | D   | Arena Lublin       | 1:0          | R. Król 86' (k)                                  | 7561   | [ 117 ] |    |
| 1 marca 2023         | 1/4     | Raków Częstochowa          | D   | Arena Lublin       | 0:3          |                                                  | 7644   | [ 118 ] |    |

### Kadra na mecze o Puchar Polski
| Numer | Zawodnik             | Pozycja | Występy | Bramki |   |  |
| ----- | -------------------- | ------- | ------- | ------ | - |  |
| 1     | Paweł Budzyński      | BR      | 1       |        |   |  |
| 3     | Kamil Rozmus         | OB      | 1       |        | 1 |  |
| 4     | Przemysław Szarek    | OB      | 4 (1)   |        |   |  |
| 6     | Piotr Kusiński       | PO      | 4 (1)   |        | 1 |  |
| 7     | Mariusz Rybicki      | PO      | 3 (1)   |        |   |  |
| 8     | Arkadiusz Bednarczyk | PO      | 0 (1)   |        | 1 |  |
| 9     | Michał Żebrakowski   | NA      | 0 (1)   |        |   |  |
| 10    | Rafał Król           | PO      | 4       | 1      |   |  |
| 11    | Ezana Kahsay         | NA      | 4       | 1      | 1 |  |
| 13    | Mikołaj Kosior       | PO      | 1 (3)   | 1      |   |  |
| 14    | Maksymilian Cichocki | OB      | 1       |        | 1 |  |
| 15    | Jakub Staszak        | OB      | 1       |        | 1 |  |
| 17    | Filip Wójcik         | PO      | 5       | 1      |   |  |
| 18    | Arkadiusz Najemski   | OB      | 2       |        | 2 |  |
| 19    | Kacper Wełniak       | NA      | 1       |        |   |  |

| Numer | Zawodnik           | Pozycja | Występy | Bramki |   |  |
| ----- | ------------------ | ------- | ------- | ------ | - |  |
| 20    | Damian Sędzikowski | PO      | 0 (2)   |        |   |  |
| 21    | Sebastian Rudol    | OB      | 5       | 1      | 1 |  |
| 22    | Kamil Wojtkowski   | PO      | 1 (1)   |        |   |  |
| 23    | Jakub Szuta        | NA      | 1 (1)   |        |   |  |
| 24    | Leszek Jagodziński | PO      | 0 (3)   |        | 2 |  |
| 25    | Bartosz Zbiciak    | OB      | 3 (1)   | 1      |   |  |
| 26    | Michał Król        | OB      | 2 (2)   | 1      |   |  |
| 29    | Bohdan Krywołapow  | OB      | 0 (1)   |        |   |  |
| 34    | Wojciech Reiman    | PO      | 2 (1)   |        | 1 |  |
| 53    | Łukasz Budziłek    | BR      | 3       |        |   |  |
| 55    | Marcel Gąsior      | PO      | 2 (2)   | 1      |   |  |
| 59    | Michał Furman      | BR      | 1       |        |   |  |
| 73    | Jakub Lis          | OB      | 0 (2)   |        | 1 |  |
| 77    | Piotr Ceglarz      | PO      | 4       |        |   |  |